# وقثه (یمن)
 وقثه  به عربی ( الوقثة  ) روستای است در عزلهٔ (عیال منصور) در (بلاد نهم)، در شمال شرقی شهر صنعاء از توابع استان صَنعاء در کشور یمن در شبه جزیره عربستان است. 

## جمعیت
جمعیت آن (۱۰۷۰ ) نفر (۴۶ خانوار) می‌باشد.